# ГЕС Bağıştaş 1
ГЕС Bağıştaş 1 — гідроелектростанція на південному сході Туреччини. Знаходячись між малою ГЕС Карасу 5 (4 МВт, вище по течії) та ГЕС Bağıştaş 2 (49 МВт), входить до складу каскаду на річці Карасу, правому витоку Євфрату.
В межах проєкту річку перекрили кам'яно-накидною греблею із глиняним ядром висотою 61 метр (від фундаменту, висота від дна річки – 49 метрів) та довжиною 653 метри, яка потребувала 2,2 млн м3 матеріалу (крім того, під час спорудження комплексу використали 325 тис м3 бетону та провели екскавацію 5 млн м3 породи). Вона утримує водосховище з площею поверхні 13 км2 та об’ємом 250 млн м3.
Пригреблевий машинний зал обладнали чотирма турбінами типу Френсіс — трьома потужністю по 45,8 МВт та однією з показником 6,5 МВт. В сукупності це обладнання повинне забезпечувати виробництво 503 кВт-год електроенергії на рік.
Видача продукції відбувається по ЛЕП, розрахованій на роботу під напругою 154 кВ.